# Знамёнщик (военное дело)

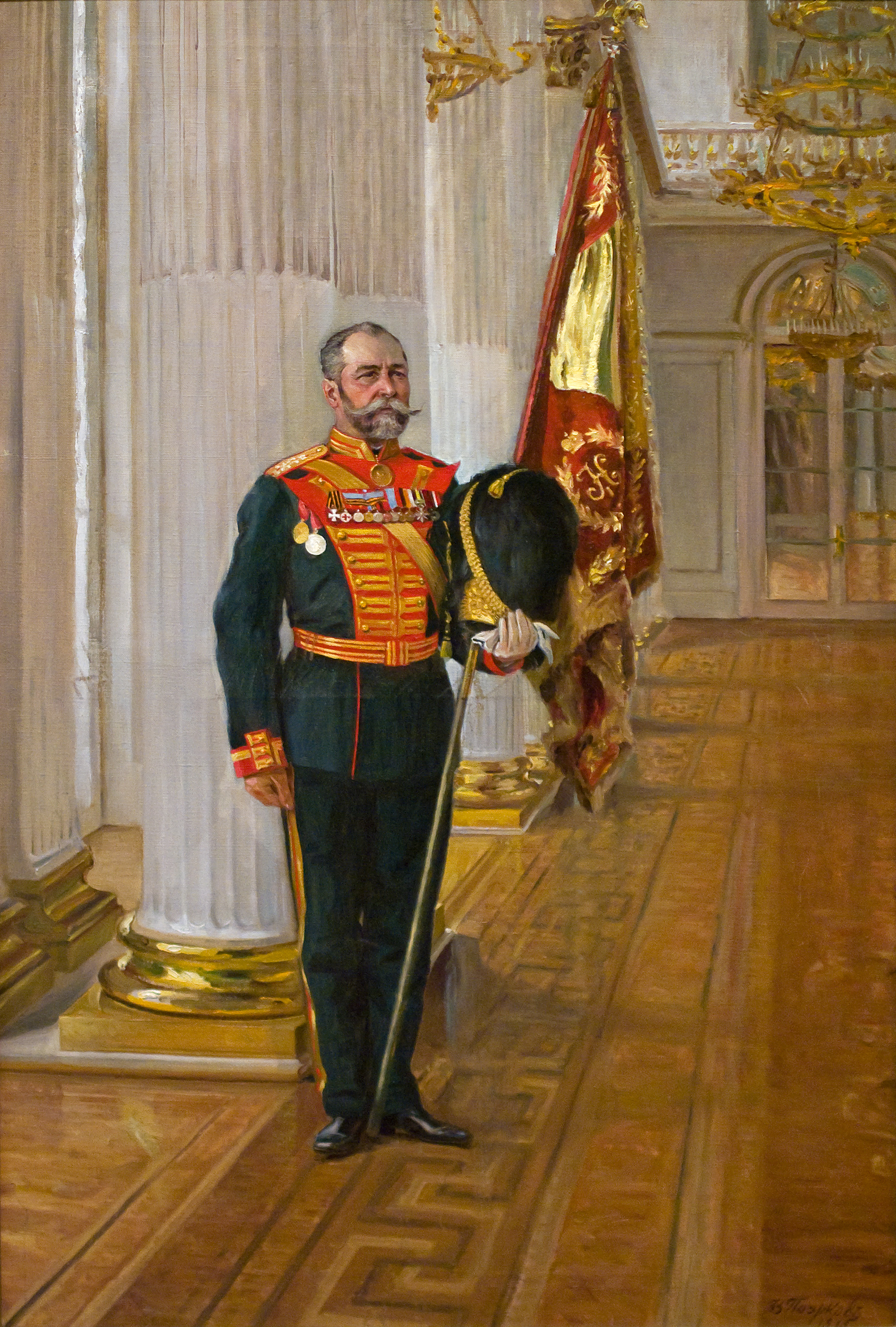
Знаменщик Роты дворцовых гренадер, 1915 год.

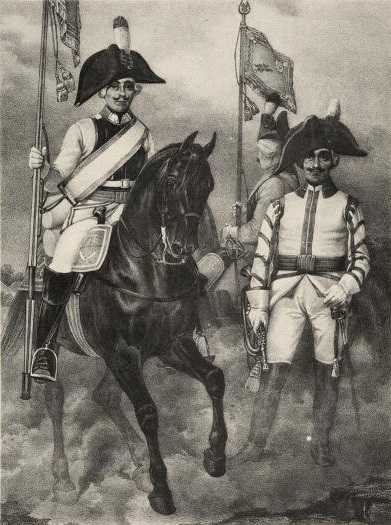
Конный знаменщик, Эстандарт-юнкер Екатеринославского и трубач Казанского Кирасирского полков, 1797—1801 года.

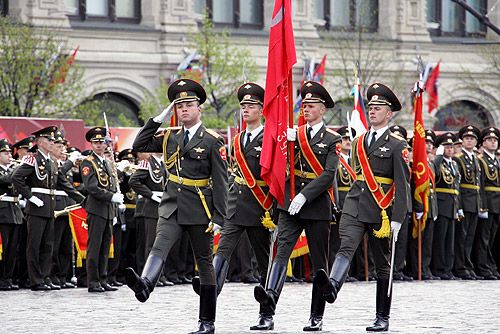
Военнослужащие знамённой группы ВС России.

Знамёнщик (знаменоносец, знаменосец) или Стяговщик — воинский чин, которому поручалась честь носить знамя воинской части, в России должность, звание знаменосца, военнослужащий, носящий знамя или штандарт.
Ранее в старину в Русском государстве назывался — прапорщик, то есть носящий прапор, в Русской армии портупей-прапорщик, унтер-офицер носящий знамя или штандарт (конный знаменщик — штандартный унтер-офицер). Знаменщик, кто носит военную хоругвь — Хорунжий. В Германо-римской империи знаменщиками были офицеры, так у ландскнехтов возведение в звание знаменщика сопровождалось особой торжественной церемонией, а в распоряжение знамённого офицера назначался особый отряд, состоявший из двух унтер-офицеров и нескольких нижних чинов. 

## Русское государство
В конных дворянских сотнях Русского государства знамёнщик был выборной должностью; из знамёнщиков высшая военная администрация выбирала начальников этих сотен, так называемых сотенных голов. Десятни, отмечая во введениях — окладчиков, а в тексте — нарядчиков, никогда не указывали ни сотенных голов, ни знамёнщиков. Назначение этой должности указывалось самым её названием.

## XIX век
В XIX веке знамёнщик — нижний воинский чин. Знаменщики выбирались из наиболее достойных старослужащих унтер-офицеров, преимущественно из имевших знаки отличия военного ордена. К знаменщику назначался ассистент, также унтер-офицер, который в случае выбытия знаменщика из строя заменял его.

## XX век

### ВС России
В Вооружённых силах России, имперского периода, знаменщиком были подпрапорщики или унтер-офицеры, а в ассистенты к ним назначались тоже унтер-офицеры, из числа достойнейших гвардейских или армейских военнослужащих, в случае убыли знаменщика, по какой-либо причине, ассистент его заменял.

### ВС Германии
В ВС Германии, имперского периода, знамённые офицеры были только для парадов и для перенесения знамени. А знаменщики назначались из старших унтер-офицеров. Знаменщики имели особые нашивки на левом рукаве и на воротнике формы одежды, и были вооружены саблей особого образца. 

### ВС Австро-Венгрии
В ВС Австро-Венгрии знаменщиками обыкновенно были взводные командиры, отличительных знаков они не имели и были вооружены пехотной саблей. 

## XXI век
В современных Вооружённых силах России знамёнщик и два ассистента назначаются Приказом по части к Боевому Знамени из сержантов, прапорщиков или офицеров, преимущественно из числа награждённых орденами и медалями и отличников боевой подготовки.
Торжественная церемония прибивки полотнища знамени к древку и передачи его знамёнщику проходит в соответствии с многовековой традицией, призванной показать общность всех проходящих службу — от руководителя до младшего состава.